# El Banco, Chiapas
El Banco är en ort i Mexiko.   Den ligger i kommunen Socoltenango och delstaten Chiapas, i den sydöstra delen av landet, 800 km sydost om huvudstaden Mexico City. El Banco ligger 620 meter över havet och antalet invånare är 410.
Terrängen runt El Banco är varierad. Runt El Banco är det ganska glesbefolkat, med 35 invånare per kvadratkilometer. Närmaste större samhälle är Comitán, 19,8 km öster om El Banco. Omgivningarna runt El Banco är en mosaik av jordbruksmark och naturlig växtlighet.